# Dario Marianelli
Dario Marianelli (Pisa, 21 juni 1963) is een Italiaanse filmmuziekcomponist. Hij studeerde piano en componeren in Florence en Londen. Na zijn afstuderen werkte hij een jaar als componist aan de Guildhall School of Music and Drama.
In 1994 begon Marianelli met het componeren van filmmuziek. Tot zijn bekendste werken behoren de soundtracks van de films Pride & Prejudice, V for Vendetta en The Brothers Grimm. Daarnaast componeerde hij muziek voor talloze documentaires, animatiefilms en theaterstukken.
Marianelli won verschillende filmprijzen, waaronder een Oscar voor de filmmuziek van Atonement. Met deze film won hij ook een Golden Globe. In 1997 won hij de Benjamin Britten Composition Prize.

## Filmografie
| Jaar | Titel                            | Opmerkingen                 |
| ---- | -------------------------------- | --------------------------- |
| 1994 | Ailsa                            |                             |
| 1995 | The Long Way Home                |                             |
| 1997 | I Went Down                      |                             |
| 2000 | Being Considered                 |                             |
| 2000 | Pandaemonium                     |                             |
| 2001 | Happy Now                        |                             |
| 2001 | The Warrior                      |                             |
| 2002 | In This World                    |                             |
| 2003 | I Capture the Castle             |                             |
| 2003 | September                        |                             |
| 2003 | Cheeky                           |                             |
| 2005 | The Brothers Grimm               |                             |
| 2005 | Pride & Prejudice                |                             |
| 2005 | Shooting Dogs                    |                             |
| 2005 | Sauf le respect que je vous dois |                             |
| 2006 | The Return                       |                             |
| 2006 | V for Vendetta                   |                             |
| 2006 | Opal Dream                       |                             |
| 2007 | Atonement                        |                             |
| 2007 | Goodbye Bafana                   |                             |
| 2007 | Shrooms                          |                             |
| 2007 | Far North                        |                             |
| 2007 | The Brave One                    |                             |
| 2009 | The Soloist                      |                             |
| 2009 | Agora                            |                             |
| 2009 | Everybody's Fine                 |                             |
| 2010 | Eat Pray Love                    |                             |
| 2011 | Jane Eyre                        |                             |
| 2011 | Salmon Fishing in the Yemen      |                             |
| 2012 | Anna Karenina                    |                             |
| 2012 | Qartet                           |                             |
| 2013 | Hummingbird                      |                             |
| 2013 | Third Person                     |                             |
| 2014 | A Long Way Down                  |                             |
| 2014 | The Boxtrolls                    |                             |
| 2015 | Wild Card                        |                             |
| 2015 | Everest                          |                             |
| 2016 | Ali and Nino                     |                             |
| 2016 | Kubo and the Two Strings         | Kubo en het Magische Zwaard |
| 2017 | Darkest Hour                     |                             |
| 2017 | Paddington 2                     |                             |
| 2018 | Nome di donna                    |                             |
| 2018 | Bumblebee                        |                             |
| 2019 | Pinocchio                        |                             |
| 2020 | The Secret Garden                |                             |
| 2024 | Ghostbusters: Frozen Empire      |                             |
| 2024 | Paddington in Peru               |                             |

## Overige producties

### Televisiefilms
| Jaar | Titel            | Opmerkingen |
| ---- | ---------------- | ----------- |
| 2002 | Blood Strangers  |             |
| 2003 | This Little Life |             |
| 2004 | Passer By        |             |

### Documentaires
| Jaar | Titel                               | Opmerkingen |
| ---- | ----------------------------------- | ----------- |
| 1997 | Southpaw: The Francis Barrett Story |             |
| 2002 | Into the Great Pyramid              |             |
| 2006 | 9/11: The Falling Man               |             |
| 2006 | We Are Together (Thina Simunye)     |             |
| 2008 | Uneternal City                      |             |

### Korte films
| Jaar | Titel                              | Opmerkingen |
| ---- | ---------------------------------- | ----------- |
| 1994 | Models Required                    |             |
| 1996 | I Don't                            |             |
| 1997 | The Sheep Thief                    |             |
| 1999 | Preserve                           |             |
| 1999 | The Funeral of the Last Gypsy King |             |
| 2002 | The Visitor                        |             |
| 2003 | The Bypass                         |             |
| 2008 | Trancity                           |             |
| 2008 | My World                           |             |
| 2010 | Tick Tock Tale                     |             |

## Prijzen en nominaties

### Academy Awards
| Jaar | Titel               | Categorie        | Uitslag     |
| ---- | ------------------- | ---------------- | ----------- |
| 2006 | Pride and Prejudice | Beste filmmuziek | Genomineerd |
| 2008 | Atonement           | Beste filmmuziek | Gewonnen    |
| 2013 | Anna Karenina       | Beste filmmuziek | Genomineerd |

### BAFTA Awards
| Jaar | Titel         | Categorie        | Uitslag     |
| ---- | ------------- | ---------------- | ----------- |
| 2008 | Atonement     | Beste filmmuziek | Genomineerd |
| 2013 | Anna Karenina | Beste filmmuziek | Genomineerd |
| 2018 | Darkest Hour  | Beste filmmuziek | Genomineerd |

### Golden Globe Awards
| Jaar | Titel         | Categorie        | Uitslag     |
| ---- | ------------- | ---------------- | ----------- |
| 2008 | Atonement     | Beste filmmuziek | Gewonnen    |
| 2013 | Anna Karenina | Beste filmmuziek | Genomineerd |